# Eschmeyeridae
Eschmeyeridae (Fluweelvissen) zijn een familie van straalvinnige vissen uit de orde van Schorpioenvisachtigen (Scorpaeniformes).

## Geslacht
- Eschmeyer Poss & V. G. Springer, 1983